# Franska parlamentsvalet 1791

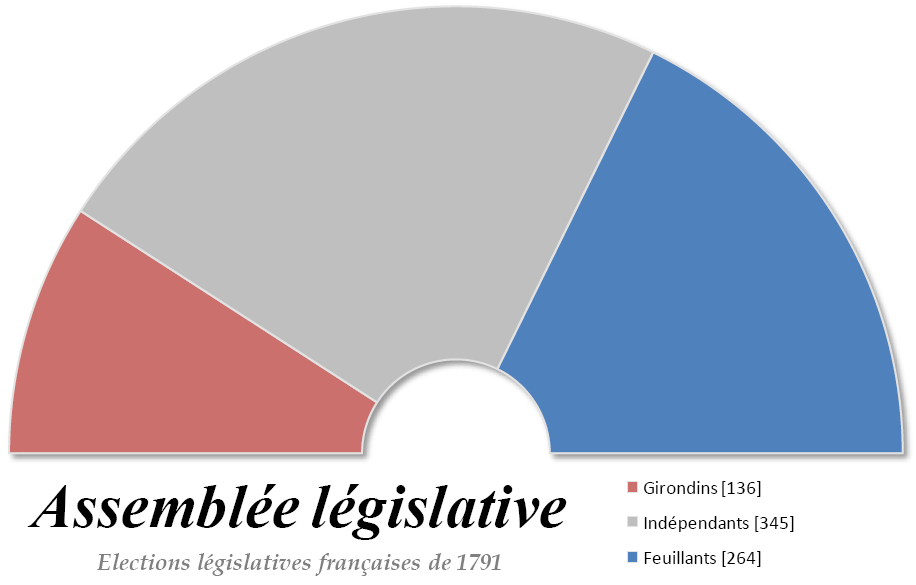

Franska parlamentsvalet 1791 hölls i september 1791 för att välja den lagstiftande församlingen och var det första franska valet någonsin. Dock tilläts enbart skattebetalande medborgare att rösta. Många av de valda kandidaterna var partilösa, men nästan alla hade kopplingar till något av de tre politiska fraktionerna i den nya lagstiftande församlingen; La Plaine, Feuillantklubben och Jakobinerna. Dessa faktioner var enbart löst kopplade till ett politiskt program. Feuillantklubben var dock för en konstitutionell monarki, Girondisterna var moderata republikaner och Cordelierna var för en radikal demokratisk institution som stöddes av de lägre klasserna. Dessa fraktioner föregick de senare dominanta fraktionerna: Jakobinerna, Girondisterna och Maraispartiet.